# Bleke knolvoethertenzwam
De bleke knolvoethertenzwam (Pluteus semibulbosus) is een schimmel die behoort tot de familie Pluteaceae. Het leeft saprotroof op stronken en houtresten van loofbomen, zelden op de grond in loof- en gemengde bossen, soms op rottende levende bomen. Hij is bekend van Fagus , eik, berk en esdoorn.

## Kenmerken

### Uiterlijke kenmerken
Hoed
De hoed heeft een diameter van 20–30 mm. Het oppervlak is glad, licht gerimpeld, licht meelachtig, witachtig of bleekgeel, geelroze, in het midden tot bruingrijs.
Lamellen
De lamellen staan vrij van de steel. Ze staan matig dicht op elkaar. De kleur is aanvankelijk wit maar wordt later roze. 
Steel
De steel heeft een lengte van 20–30 mm en een dikte van 3–4 mm. De steel is glad en de kleur is wit. Er is een knolvormige verdikking aan de voet. Het oppervlak is bedekt met vezelige schilfers, soms fluweelachtig, wit of gelig, de basis met witachtig mycelium.
Vlees
Het vlees is wit, verandert niet van kleur bij doorsnijden, geur en smaak zijn niet uitgesproken.
Sporenprint
De sporenprint is roze.

### Microscopische kenmerken
De sporen zijn glad, van eivormig tot breed ellipsoïde en meten 6–8 × 5–7 μm. De basidiën zijn 4-sporig, knotsvormig, kleurloos en meten 20–25 × 8–10 μm. De cheilocystiden zijn diverse gevormd, dunwandig, kleurloos en meten 75–110(115) × 10–15 μm. De pleurocystiden zijn flesvormig, dunwandig, kleurloos en meten 60–70 × 25–30 μm.

## Verspreiding
De bleke knolvoethertenzwam komt voor in Europa, Azië en in Noord-Afrika (Algerije).
In Nederland komt het zeldzaam voor. Hij staat niet op de rode lijst in de categorie 'kwetsbaar'.

## Foto's

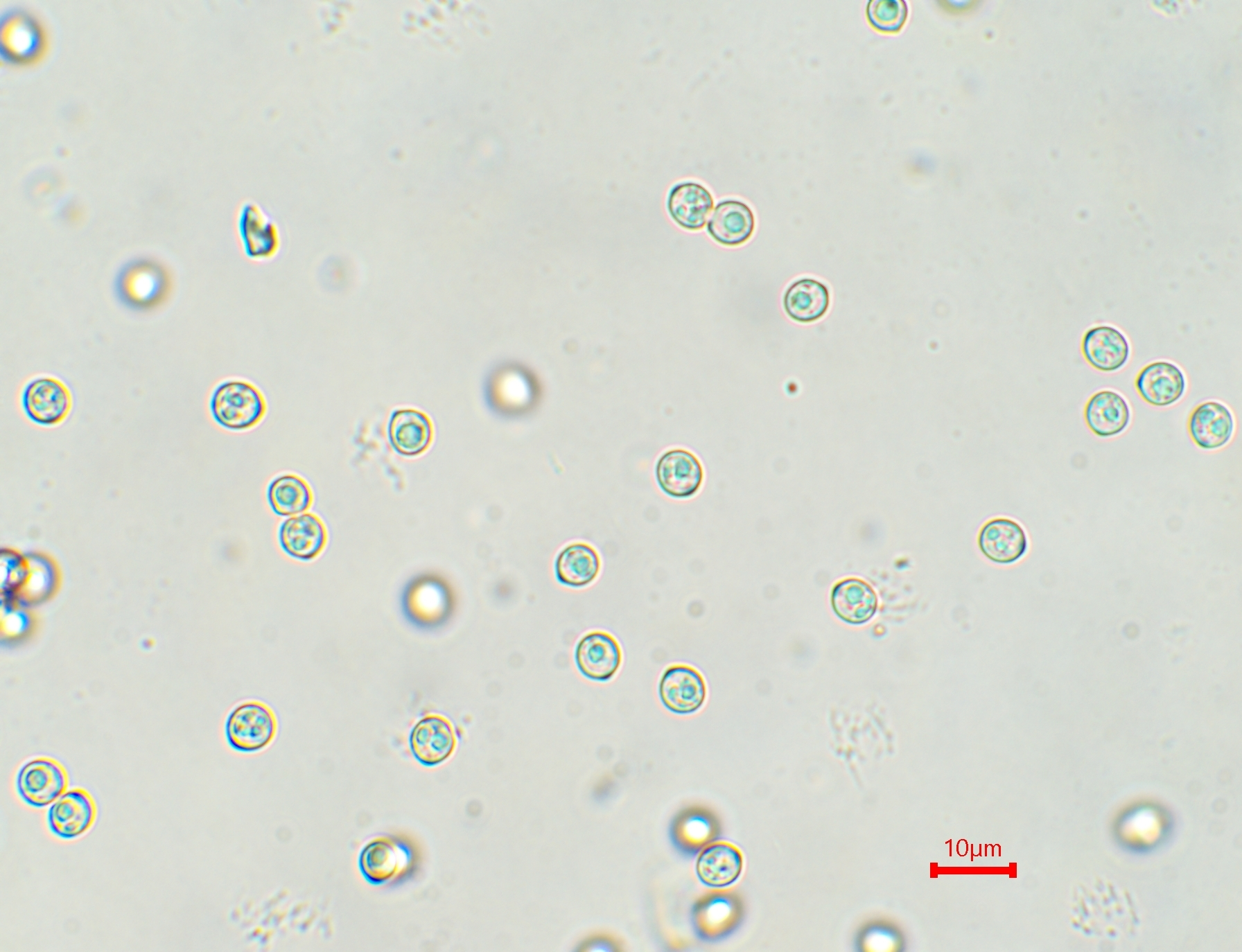
Sporen
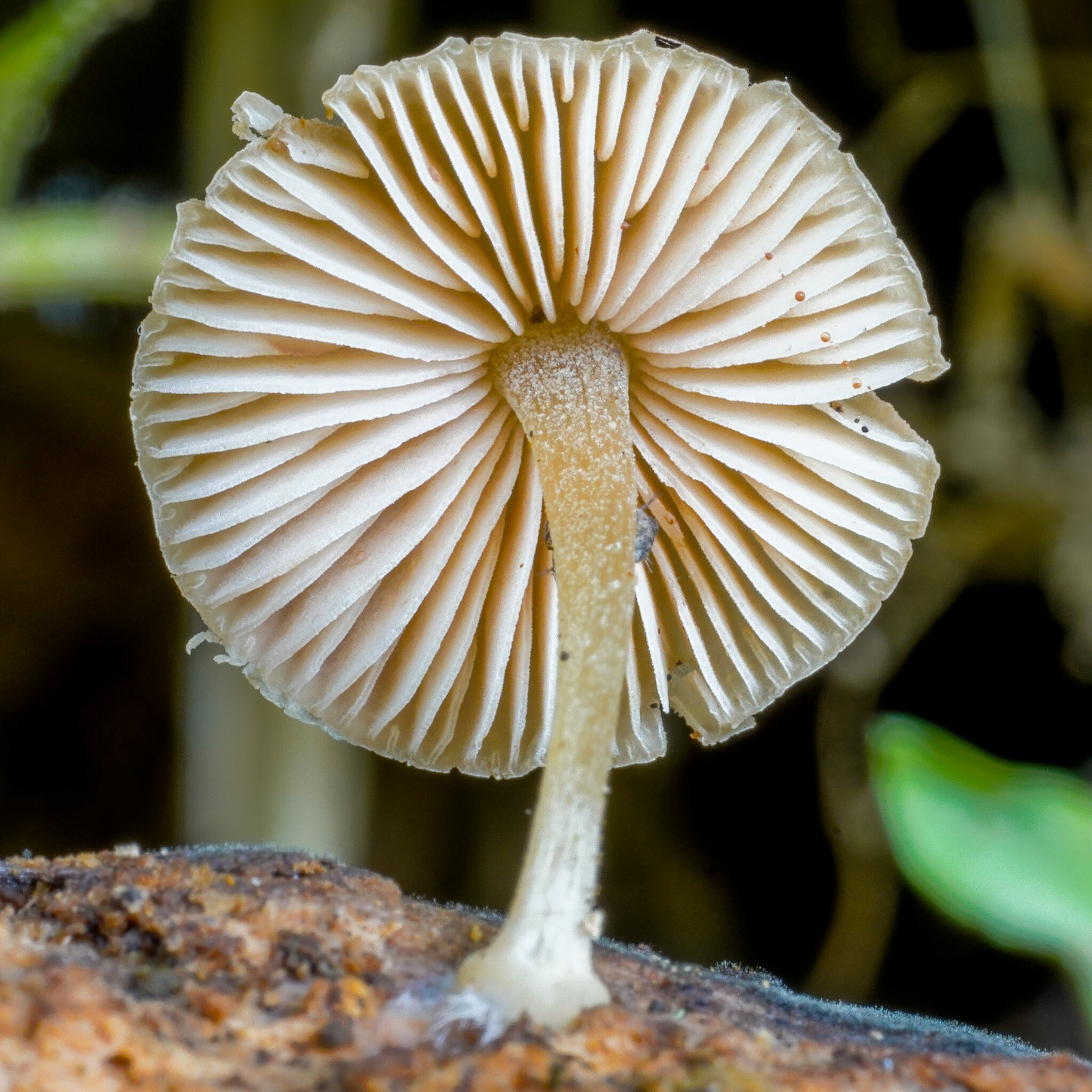
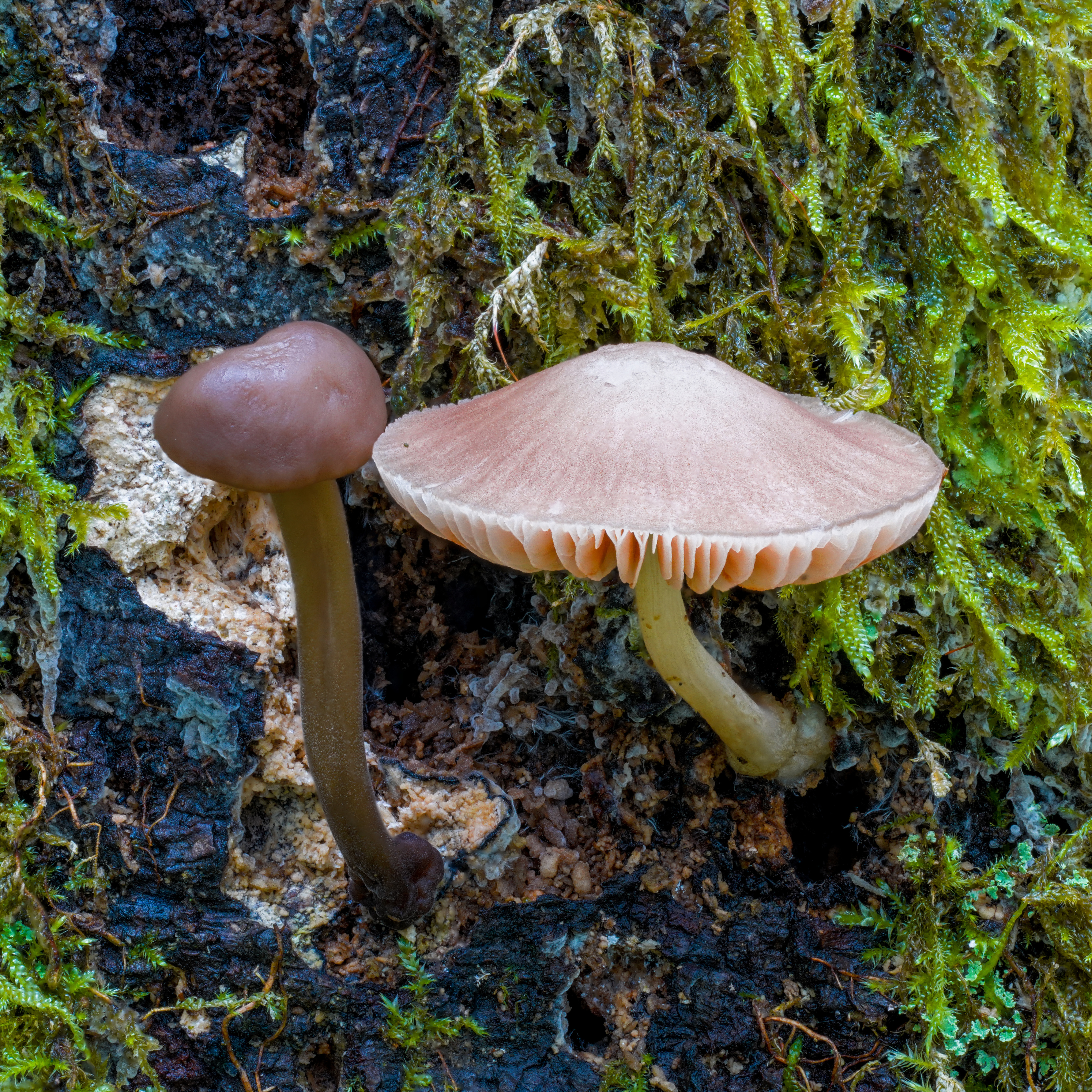